# Бенц, Карл
Карл Фри́дрих Михаэ́ль Бенц (нем. Carl (Karl) Friedrich Michael Benz [kaɐ̯l ˈfʁiːdʁɪç ˈmɪçaːʔeːl ˈbɛnts], 25 ноября 1844, Мюльбург (Карлсруэ) — 4 апреля 1929, Ладенбург) — немецкий инженер, изобретатель первого в мире автомобиля с ДВС, пионер в области автомобилестроения. Из его фирмы позже образовался концерн «Daimler-Benz AG» (ныне «Mercedes-Benz Group»).

## Биография

### Ранние годы
Карл Фридрих Бенц родился 25 ноября 1844 года в Мюльбурге, Германия. Отец, машинист поезда, умер от простуды, полученной в открытой кабине поезда, когда сыну было всего два года. Родители хотели дать сыну достойное образование. По окончании начальной школы в Карлсруэ Карл в 1853 году поступил в технический лицей (ныне гимназия Бисмарка), а затем, в 1860 году, — в политехнический университет.
В юности Бенц увлекался фотографией и ремонтом настенных часов.
9 июля 1864 года в возрасте 19 лет он окончил факультет технической механики университета Карлсруэ. Ученик Фердинанда Редтенбахера.
Трудился на машиностроительном заводе в Карлсруэ. Через два года работы механиком уволился.
5 лет трудился инженером и конструктором на машиностроительных заводах в Мангейме, Пфорцгейме и даже некоторое время в Вене.
В 1871 году совместно с Августом Риттером организовал механическую мастерскую в Мангейме. Мастерская производила скобяные изделия и металлические стройматериалы, оборудование. Вскоре Карл Бенц выкупил долю компаньона на деньги, полученные в долг от отца невесты, Берты Рингер. Карл и Берта обручились 20 июля 1872 года. Позже у них родилось пятеро детей.

### Карьера

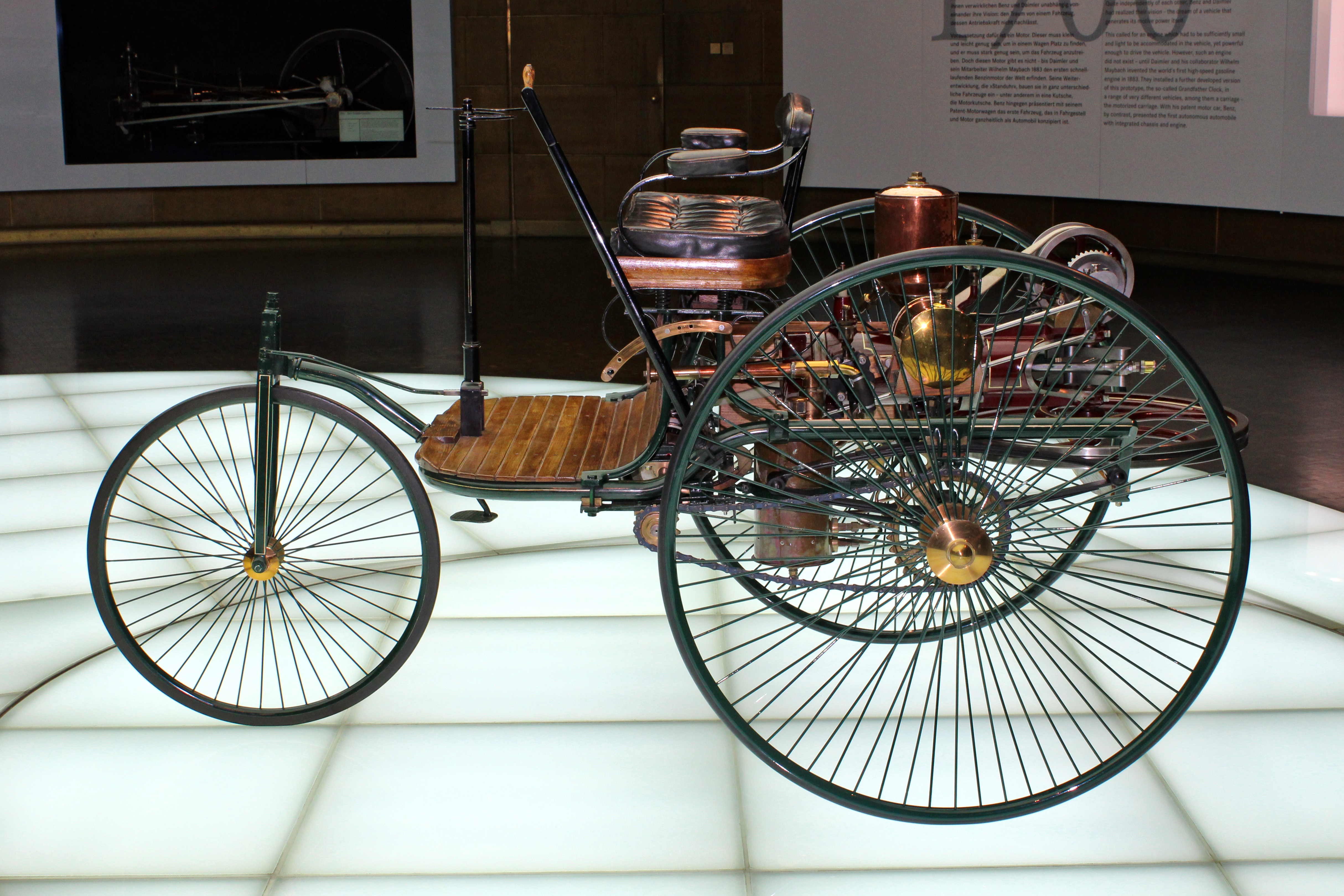
Реконструкция автомобиля «Motorwagen» Бенца, выпущенного в 1886 году.

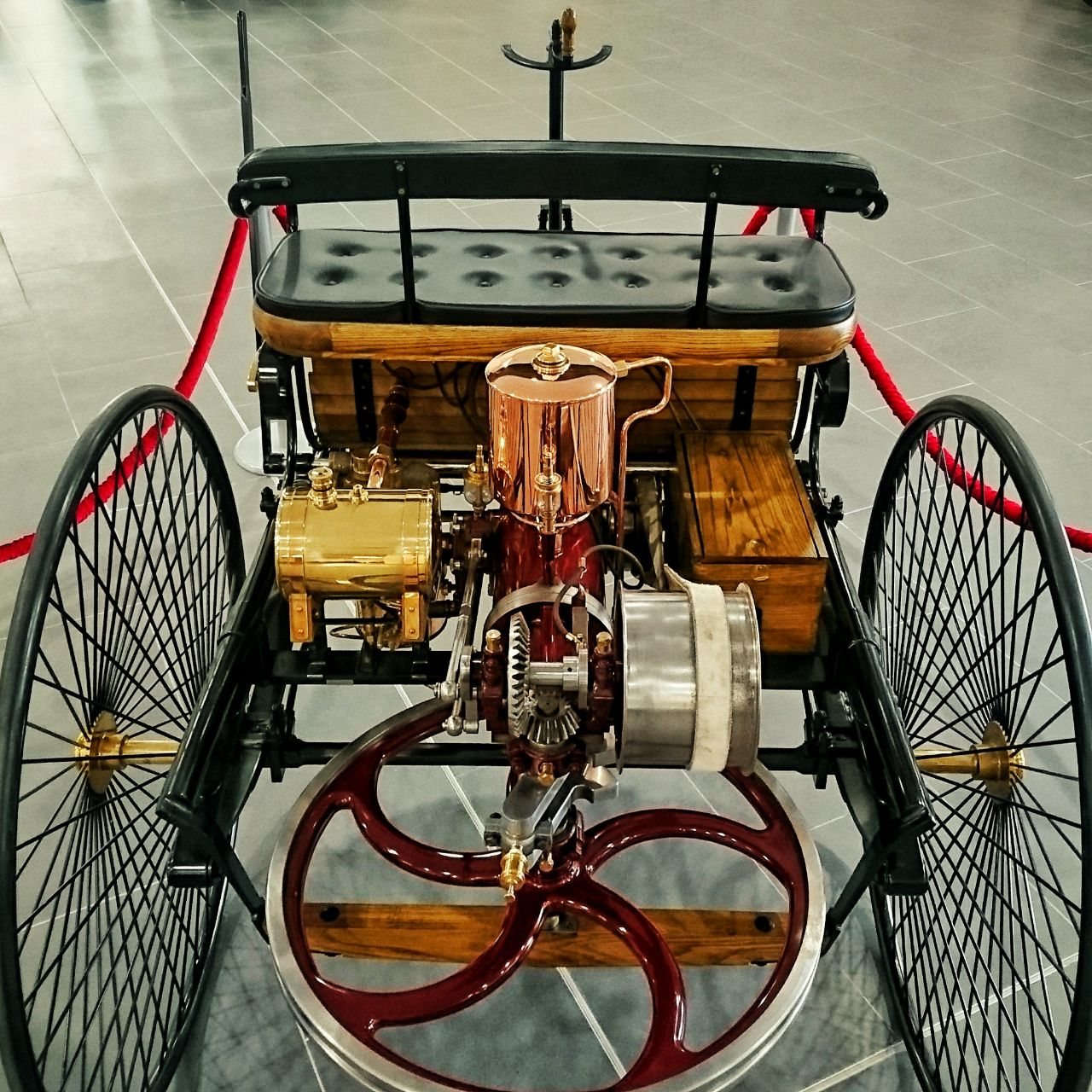
Основные узлы первого автомобиля. Реплика автомузея УГМК

В своей мастерской Карл Бенц приступил к созданию новых двигателей внутреннего сгорания. 31 декабря 1878 года он получил патент на двухтактный бензиновый двигатель.
Вскоре Карл Бенц запатентовал все важные узлы и системы будущего автомобиля: акселератор, систему зажигания, работающую от батареи и свечи зажигания, карбюратор, сцепление, коробку передач и водяной радиатор охлаждения.
В 1882 году организовал акционерное предприятие «Gasmotoren Fabrik Mannheim», но уже в 1883 году покинул его. В 1883 году на основе велосипедной мастерской организовал компанию «Benz & Company Rheinische Gasmotoren-Fabrik», известную также как «Benz & Cie.». Компания начала производить и продавать бензиновые двигатели. Здесь же Бенц сконструировал свой первый автомобиль.
У автомобиля Бенца были три металлических колеса, так как изобретателю не удалось решить вопрос одновременного поворота обоих передних колёс. Он приводился в движение четырёхтактным бензиновым двигателем, размещённым между двух задних колёс. Вращение передавалось с помощью цепной передачи на заднюю ось. Автомобиль имел искровое зажигание со свечой, дифференциал, сцепление и две передачи — нейтральную и переднюю. Двигатель при 250—300 оборотах в минуту развивал мощность 0,8 л. с. Двигатель охлаждался с помощью воды, причём терморегуляция осуществлялась с помощью испарения воды с цилиндра двигателя.
Автомобиль был закончен в 1885 году и получил название «Motorwagen». 29 января 1886 года Бенц получил Германский Имперский патент № 37435, автомобиль прошёл испытания на дорогах, и в 1887 году был представлен на Парижской выставке.
В 1888 году началась продажа автомобилей. Вскоре был открыт филиал в Париже, где они раскупались лучше.
5 августа 1888 года Берта Бенц взяла без ведома мужа автомобиль и совершила на нём поездку с сыновьями Ойгеном и Рихардом из Мангейма в Пфорцгейм, навестить свою матушку. За день автомобилисты преодолели в общей сложности 106 км. По пути они несколько раз покупали бензин в аптеках (он продавался там как чистящее средство).
В 1886—1893 годах было продано около 25 автомобилей типа «Motorwagen».
В 1889 году представитель Бенца во Франции представил его автомобиль на автомобильной выставке в Париже. В то же время там же демонстрировались автомобили немецкой компании «Daimler» («Даймлер»). Но выставка не принесла успешных продаж. Так было до 1890 года, пока у ряда немецких фирм не возник интерес к производству автомобиля Бенца. Была основана новая фирма, производившая исключительно автомобиль Бенца. В последующий период Бенц непрерывно работал над своим новым проектом, включая тестовые пробеги автомобилей.
В 1893 году был создан более дешёвый двухместный автомобиль «Victoria» с двигателем мощностью 3 л. с. на четырёх колесах. Его скорость составляла 17—20 км/ч. За первый год было продано 45 автомобилей этого типа.
В 1894 году начал выпускаться автомобиль модели «Velo». Автомобиль «Velo» участвовал в первых автомобильных гонках Париж — Руан. В 1895 году был создан первый грузовик, а также первые в истории автобусы.
В 1897 году он разработал 2-цилиндровый двигатель с горизонтальным расположением, известный как «контра-двигатель» (оппозитный двигатель). Фирма «Benz» вскоре добилась признания и высокой популярности среди покупателей благодаря высоким спортивным результатам разрабатываемых ею автомобилей. Наконец, после многих лет неудач для Карла Бенца наступил более удачный этап.
В 1906 году Карл Бенц, Берта Бенц и их сын Ойген поселились в Ладенбурге. 25 ноября 1914 года технический университет Карлсруэ присвоил Карлу Бенцу звание почётного доктора.
Финансовый кризис в Германии коснулся многих областей, в том числе и автомобилестроения. Чтобы пережить сложную экономическую ситуацию, 28 июня 1926 года компания Карла Бенца «Benz & Cie.» и DMG Даймлера объединились, образовав концерн «Daimler-Benz» (ныне Daimler AG), переименовав все свои автомобили в «Mercedes-Benz» в честь самой лучшей модели DMG 35-сильной «Mercedes» 1902 года выпуска, и в честь Карла Бенца. Автомобиль «Mercedes» получил своё название по имени Мерседес Еллинек (англ. Mercedes Jellinek), дочери одного из партнёров Даймлера Эмиля Еллинека, установившего спецификации нового автомобиля. На логотипе новой фирмы трёхконечная звезда Даймлера («двигатели для земли, воздуха и воды»), была окружена лавровой веточкой с эмблемы Бенца.

### Смерть
Карл Бенц умер 4 апреля 1929 года в Ладенбурге от последствий перенесённого воспаления лёгких. Берта Бенц намного пережила своего мужа и скончалась 5 мая 1944 года.
В честь пионера автомобилестроения был назван стадион футбольного клуба Вальдхоф (нем. Carl-Benz-Stadion). То же самое относится и к «Benz-Pass» — горному перевалу в Антарктиде.

## Бенц в Российской Империи
Существует легенда, что изделие Бенца стало первым автомобилем в Российской империи. Информация об этом была напечатана в Справочнике «Одесского автомобильного общества» в 1912 году. Официальные архивы Benz свидетельствуют о том, что первым автомобилем был Benz Velo, выпущенный 18 апреля 1912 года и поставленный неизвестному лицу в Москву.
Примечательно, что автомобиль этой же модели, но произведённый в 1895 году, стал образцом для первого русского автомобиля, созданного промышленниками Петром Фрезе и Евгением Яковлевым.
На автомобиле Benz-82-200 в 1913 году был установлен всероссийский рекорд скорости — 202,1 км/ч. До революции 1917 года этот рекорд никто не смог побить.
В Российской империи было два представительства Benz: в Санкт-Петербурге (Невский проспект, д. 21) и Одессе (ул. Ришельевская, д. 11). В 1916 году представительство в Санкт-Петербурге было закрыто.

## В искусстве
- На основе биографий Карла Бенца и его жены Берты в 2011 году снят художественный фильм «Карл и Берта» (Германия).

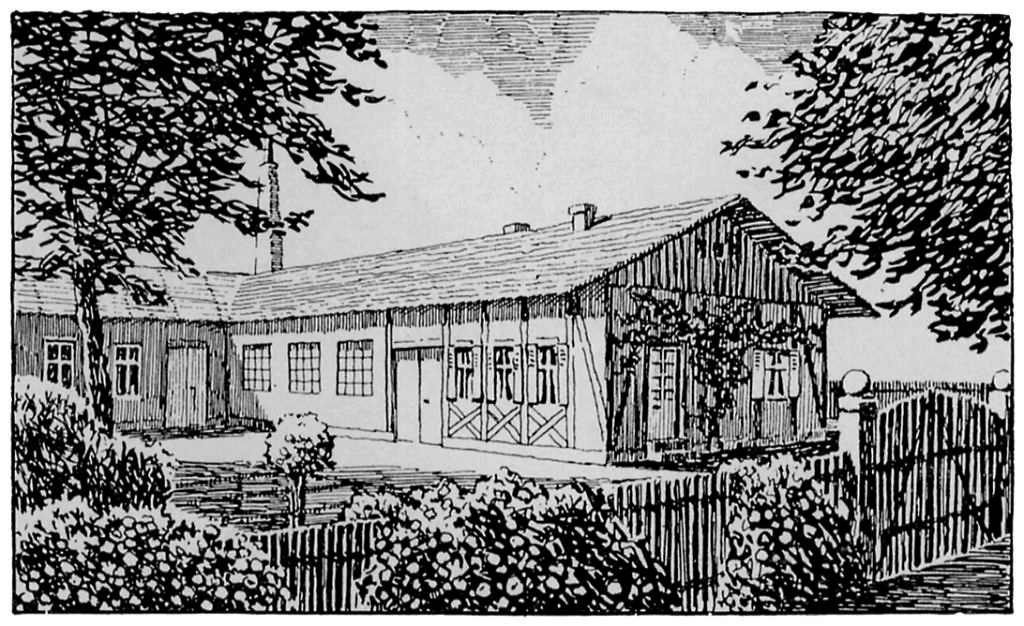
Фабрика Карла Бенца в Мангейме, Германия
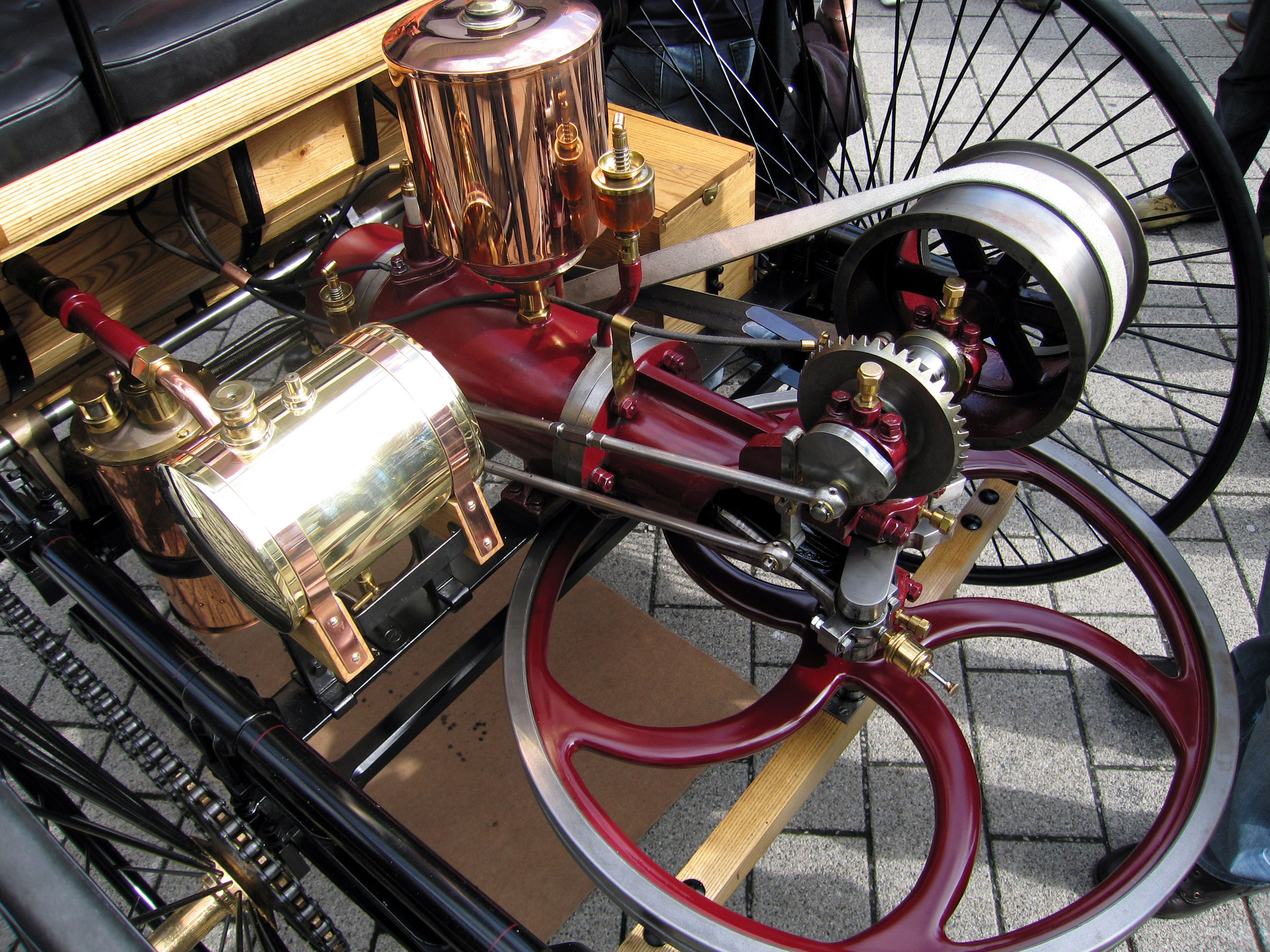
Двигатель Карла Бенца (современная реплика)
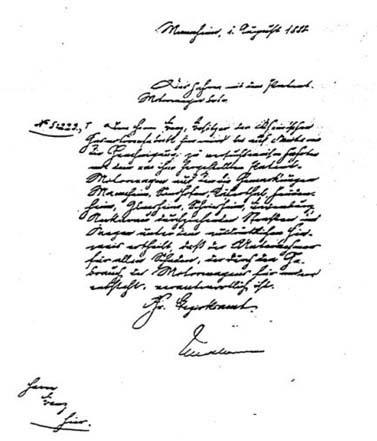
Первые водительские права, выданные Карлу Бенцу 1 августа 1888 года
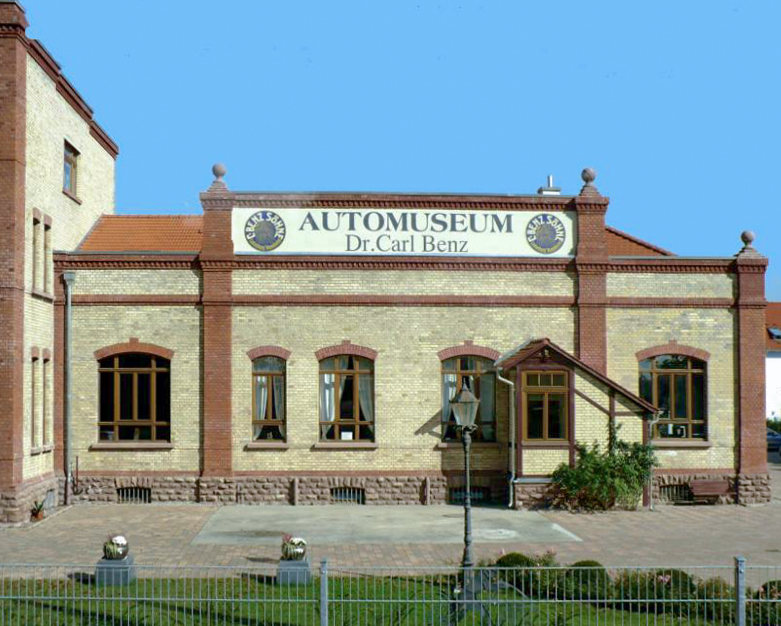
Автомобильный музей Карла Бенца в Ладенбурге, Германия
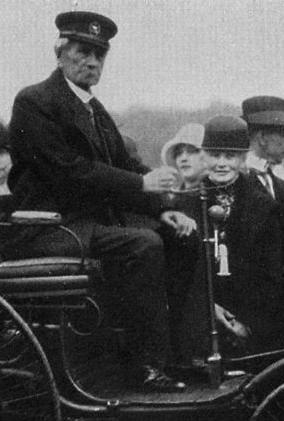
Карл и Берта Бенц, 1914
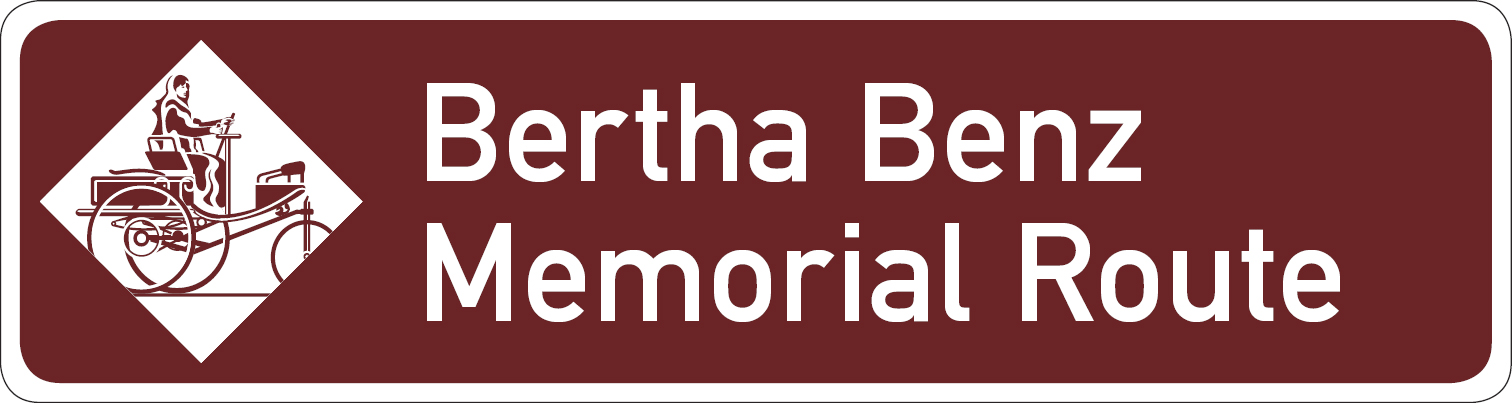
Мемориальная трасса имени Берты Бенц, памятная доска, посвящённая первой поездке на автомобиле Бенца в 1888 году
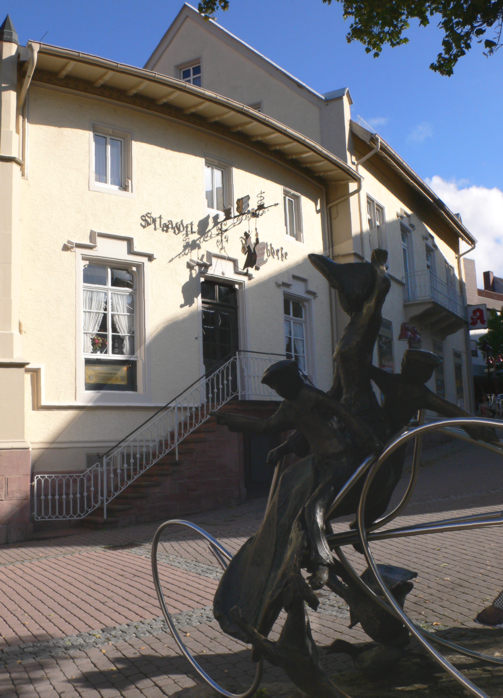
Первая «заправочная станция» мира — аптека в городе Вислох, в которой жена Карла Бенца купила бензин для поездки Мангейм — Пфорцгейм
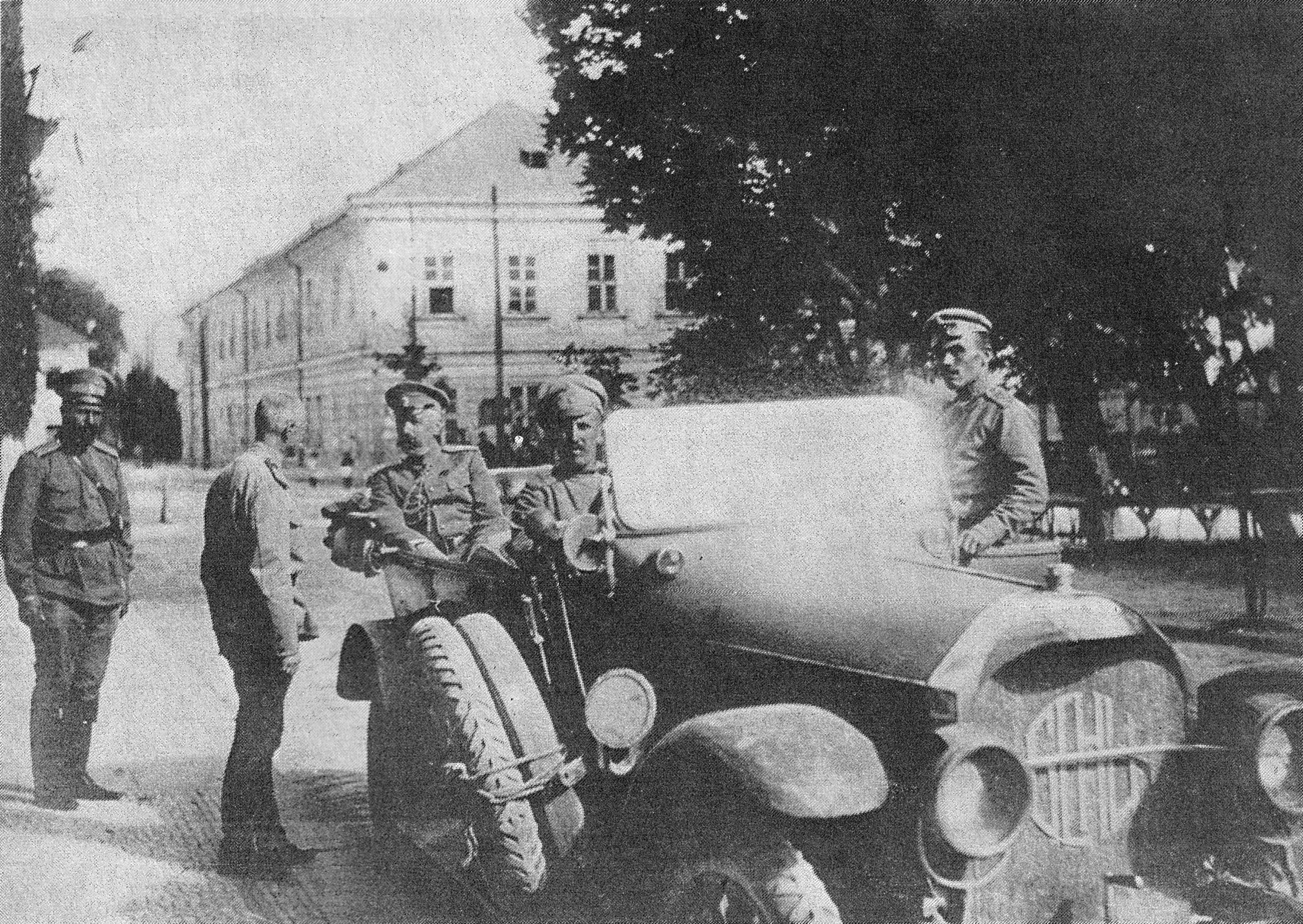
Генерал Брусилов и Великий Князь Георгий Михайлович у автомобиля Бенц. 1915